# Aschenblödel
Aschenblödel (Originaltitel: Cinderfella) ist eine US-amerikanische Filmkomödie aus dem Jahr 1960 unter Regie von Frank Tashlin mit Jerry Lewis in der Hauptrolle. Es handelt sich um eine Adaption des Märchens Cendrillon von Charles Perrault.

## Handlung
Seit dem Tod seines Vaters lebt Fella weiterhin bei seiner Stiefmutter und ihren zwei Söhnen Maximilian und Rupert. Die drei haben das Anwesen übernommen, während Fella in einer kleinen Kammer am Ende des Ganges leben muss. Er ist zu einem Diener seiner Stieffamilie geworden.
Fella träumt jede Nacht von seinem Vater, der ihm eine Nachricht über ein verstecktes Vermögen zu übermitteln versucht, aber jedes Mal wacht er auf, bevor er das Geheimnis erfährt. Seine Stieffamilie weiß von dem geheimen Glück und versucht seine Freundschaft zu gewinnen, um ihm das Vermögen wegzunehmen, wenn es denn erst gefunden wird.
Die Prinzessin Charmant des Großherzogtums Morovia ist in der Stadt, und die Stiefmutter fasst den Plan, einen ihrer Söhne mit ihr zu verkuppeln. Fella darf nicht mit auf den Ball, aber eine männliche Gute Fee sagt ihm, dass er nicht einfach „Jemand“ sein wird, sondern sich in eine „Person“ verändern wird.
Am Abend des Balls verwandelt sich Fella in einen schönen Prinzen und wird in einer Limousine vorgefahren. Count Basie spielt auf dem Ball, als Fella seinen großen Auftritt hat. Sofort erlangt er die Aufmerksamkeit der Prinzessin, mit der er fortan tanzt. Die Nacht findet ihr plötzliches Ende, als es Mitternacht schlägt. Fella muss nach Hause und verliert auf der Treppe einen Schuh. 
Zu Hause angekommen, vermutet ein Stiefbruder, dass Fella der „Prinz“ war. Er will endlich den Ort erfahren, wo Fellas Vater das Geld versteckt hat. Fella will ihm das Geld geben, zieht an einem Ast im Garten und das Geld prasselt auf seinen Stiefbruder nieder. Fella ist bereit, das Geld seiner Stieffamilie zu geben, und sagt, dass er das Geld nicht brauche, um glücklich zu sein, er wolle nur eine Familie. Beschämt befiehlt die Stiefmutter ihren Söhnen, das Geld an Fella zurückzugeben. 
Prinzessin Charmant sucht den geheimnisvollen Prinzen mit dem Schuh, findet Fella und sagt ihm, dass sie ihn liebe. Er läuft zunächst davon und hält sich nicht für gut genug, letztendlich kommen sie jedoch zusammen.

## Kritik
Aschenblödel erhält bis in die Gegenwart meist durchwachsene Kritiken. Der All Movie Guide befand, dass Jerry Lewis in diesem Film etwas weniger übertrieben als in anderen seiner Filme spiele. Seine Mitdarsteller wie Judith Anderson, Ed Wynn und Anna Alberghetti würden ebenfalls gute Arbeit leisten, wobei Alberghetti in ihrer Rolle als Prinzessin „bezaubernd, aber auf kriminelle Weise unterfordert“ sei. Insgesamt sei bei dem Film das „Konzept besser als die Ausführung“. Die interessante Idee des „geschlechtergetauschten Märchens“ werde nie „richtig erkundet, weder als Thema noch für komische Einfälle“. Er sei „unbedenklich, aber nicht wirklich mitreißend“.
Der Filmdienst meint: 

„Moderne Umkehrung des Grimmschen Märchens: Als Stiefsohn wird ein junger Mann von der Mutter in die Küche verbannt und nach zahlreichen Demütigungen endlich von einer männlichen Fee mit einer Prinzessin beglückt. Eher peinliche Groteske mit einem wild grimassierenden Jerry Lewis ohne wirklichen Humor.“